# Ustilago avenae
Espèce
Ustilago avenae est une espèce de champignons basidiomycètes de la famille des Ustilaginaceae.
Ce champignon phytopathogène est l'agent responsable de la maladie fongique du charbon nu de l'avoine.

## Synonymes
Selon Catalogue of Life (25 novembre 2015) :
- Erysibe vera var. holci-avenacei Wallr. 1833,
- Uredo avenae Castagne 1842,
- Ustilago avenae var. levis Kellerm. & Swingle 1890,
- Ustilago holci-avenacei (Wallr.) Cif. 1938,
- Ustilago hordei f.sp. avenae Boerema & Verh. 1977,
- Ustilago jensenii Rostr. 1890,
- Ustilago levis (Kellerm. & Swingle) Magnus 1896,
- Ustilago nigra Tapke 1932,
- Ustilago perennans Rostr. 1890,
- Ustilago rostrupii Kitunen 1922,
- Ustilago segetum var. avenae (Pers.) Brunaud 1878.